# 穴甲科
穴甲科（学名：Bothrideridae）又名寄甲科，是昆虫纲鞘翅目瓢虫总科中的一科，共27个属。该科昆虫通常生于树皮下，其幼虫通常为寄生性，多寄生于蛀木甲虫幼虫。
穴甲科昆虫的触角着生处于背面可见，额唇基缝明显可见，头腹面具有触角沟，中足基节侧面开放至中胸和后胸腹板，足胫节具有不对称的端距。